# Cruzes de Leonor

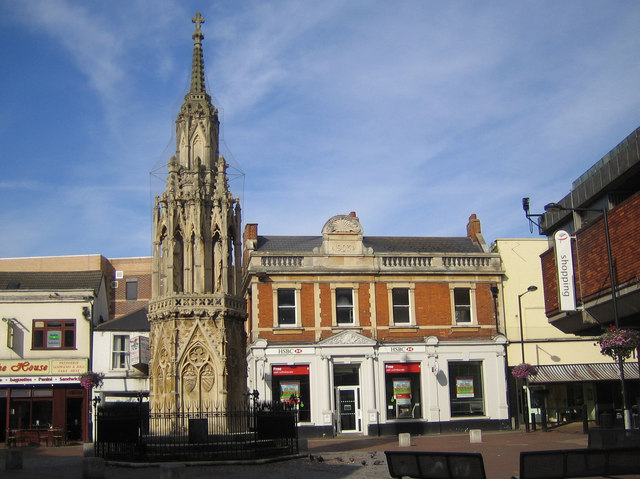
Cruz de Eleanor no centro da cidade de Waltham, Hertfordshire.

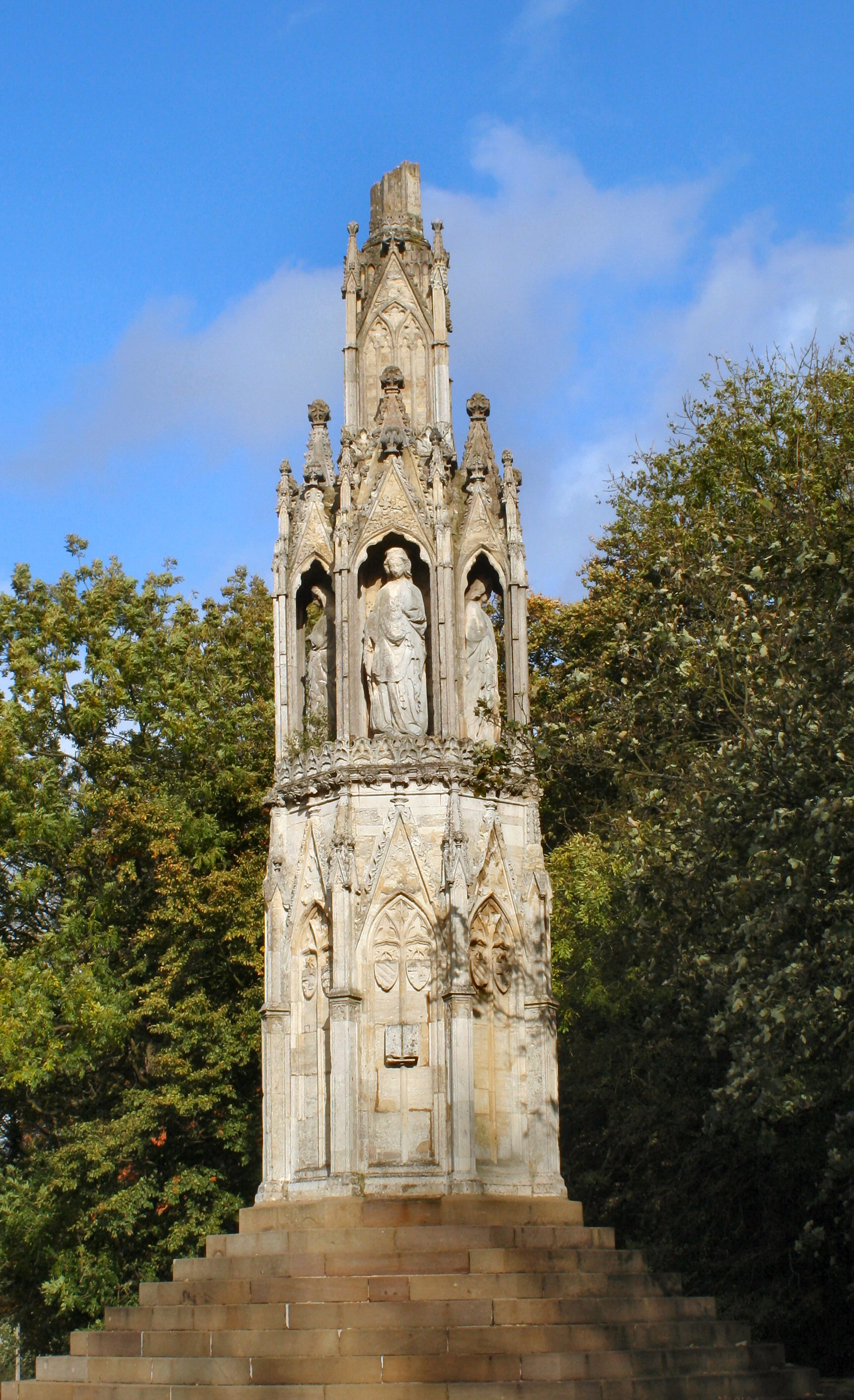
Cruz de Eleanor em Northampton

As Cruzes de Leonor  eram doze monumentos em forma de cruz originalmente de madeira, mais tarde em pedra, ricamente decorados e que perfaziam uma linha na parte Este do Sul de Inglaterra, entre Harby (perto de Lincoln) e Londres.

## História
Eduardo I de Inglaterra mandou erigir as cruzes entre 1291 e 1294 em memória de sua esposa Leonor de Castela, marcando os lugares de repouso nocturno ao longo da rota tomada pelo corpo desta quando este foi levado para Londres numa procissão após a sua morte. Apenas três sobrevivem intactas nos dias de hoje em Geddington, Hardingstone e Waltham. Vários artistas trabalharam as referidas cruzes, como demonstram as contas da Coroa. Guilherme da Irlanda terá sido o principal escultor das figuras.

## Charing Cross
O local da última cruz (Charing Cross) é a razão pela qual esta área é considerada como centro de Londres.